# إكرام عجابي
إكرام عجابي (ولدت في 23 مايو 1998) هي لاعبة كرة قدم جزائرية محترفة تلعب في مركز الهجوم لصالح نادي لوهافر في الدوري الفرنسي الممتاز للسيدات، ولمنتخب الجزائر الوطني للسيدات.

## المسيرة مع الأندية
وُلدت إكرام عجابي في الجزائر العاصمة، وبدأت مسيرتها في كرة القدم مع نادي تريمبلي أون فرانس في فرنسا.
في عام 2018، وأثناء لعبها مع الفريق الرديف لنادي باريس إف سي، تلقت دعوة لاختبار مع نادي لوهافر، ما أدى إلى توقيعها مع الفريق.
بعد موسمين مع لوهافر، انضمت إلى نادي أورليان.
وبعد موسمين، انتقلت إلى صفوف جي بي إس أو 92 إيسي الذي ينشط في دوري الدرجة الثانية الفرنسي للسيدات.
في سبتمبر 2024، وبعد فترة توقف عن اللعب بسبب الحمل، عادت عجابي إلى نادي لوهافر للمشاركة في الدوري الممتاز.

## المسيرة الدولية
استدعيت إكرام عجابي لأول مرة إلى صفوف المنتخب الجزائري للسيدات في مارس 2020، للمشاركة في معسكر إعدادي استعدادًا لتصفيات كأس الأمم الأفريقية للسيدات 2020.
في عام 2021، وعلى الرغم من استدعائها لمباراة الذهاب ضد السودان دون المشاركة فيها، وإلغاء مباراة الإياب، سجلت عجابي أول ظهور دولي لها في نوفمبر 2021 خلال سلسلة من المباريات الودية أمام تونس.
شاركت عجابي أساسية في المباراة الأولى التي انتهت بفوز الجزائر 1–0 على تونس، ثم سجلت هدفها الدولي الأول في المباراة الثانية التي فازت فيها الجزائر 4–2، حيث اختتمت النتيجة لصالح المنتخب في الدقيقة 78.

## الإحصائيات

### النادي
آخر تحديث match played 29 September 2024.
| النادي              | الموسم        | الدوري         | الدوري    | الدوري  | الكأس     | الكأس   | قاري      | قاري    | أخرى      | أخرى    | المجموع   | المجموع |
| النادي              | الموسم        | الدرجة         | المباريات | الأهداف | المباريات | الأهداف | المباريات | الأهداف | المباريات | الأهداف | المباريات | الأهداف |
| ------------------- | ------------- | -------------- | --------- | ------- | --------- | ------- | --------- | ------- | --------- | ------- | --------- | ------- |
| تريمبلي أون فرانس   | 2014–15       | الدرجة الثانية | 3         | 0       | —         | —       | —         | —       | —         | —       | 3         | 0       |
| تريمبلي أون فرانس   | 2015–16       | الدرجة الثانية | 4         | 2       | —         | —       | —         | —       | —         | —       | 4         | 2       |
| تريمبلي أون فرانس   | المجموع       | المجموع        | 7         | 2       | —         | —       | —         | —       | —         | —       | 7         | 2       |
| لوهافر              | 2018–19       | الدرجة الثانية | 20        | 2       | 2         | 0       | —         | —       | —         | —       | 22        | 2       |
| لوهافر              | 2019–20       | الدرجة الثانية | 16        | 2       | 2         | 1       | —         | —       | —         | —       | 18        | 3       |
| لوهافر              | 2024–25       | الدوري الممتاز | 1         | 0       | —         | —       | —         | —       | —         | —       | 1         | 0       |
| لوهافر              | المجموع       | المجموع        | 37        | 4       | 4         | 1       | —         | —       | —         | —       | 41        | 5       |
| أورليان             | 2020–21       | الدرجة الثانية | 6         | 6       | —         | —       | —         | —       | —         | —       | 6         | 6       |
| أورليان             | 2021–22       | الدرجة الثانية | 20        | 6       | 3         | 2       | —         | —       | —         | —       | 23        | 8       |
| أورليان             | المجموع       | المجموع        | 26        | 12      | 3         | 2       | —         | —       | —         | —       | 29        | 14      |
| جي بي إس أو 92 إيسي | 2022–23       | الدرجة الثانية | 19        | 10      | 1         | 0       | —         | —       | —         | —       | 20        | 10      |
| جي بي إس أو 92 إيسي | المجموع       | المجموع        | 19        | 10      | 1         | 0       | —         | —       | —         | —       | 20        | 10      |
| المجموع الكلي       | المجموع الكلي | المجموع الكلي  | 89        | 28      | 8         | 3       | —         | —       | —         | —       | 97        | 31      |

### المنتخب
قالب:محدث
| المنتخب | السنة   | المباريات | الأهداف |
| ------- | ------- | --------- | ------- |
| الجزائر | 2021    | 2         | 1       |
| المجموع | المجموع | 2         | 1       |

يُدرج في الجدول التالي عدد أهداف الجزائر أولاً، ويُظهر عمود النتيجة النتيجة بعد كل هدف سجلته إكرام عجابي.
| رقم | التاريخ        | الملعب                          | الخصم | النتيجة | النتيجة النهائية | المناسبة    |
| --- | -------------- | ------------------------------- | ----- | ------- | ---------------- | ----------- |
| 1   | 28 نوفمبر 2021 | ملعب بلدية أريانة، أريانة، تونس | تونس  | 4–2     | 4–2              | مباراة ودية |

## الروابط الخارجية
- إكرام عجابي على موقع قاعدة بيانات كرة القدم.إي يو (الإنجليزية)
- إكرام عجابي على موقع Soccerway.com (الإنجليزية)
- إكرام عجابي على موقع GSA (الإنجليزية)
- إكرام عجابي في موقع سوكردونا